# Iso-Vuolinko
Iso-Vuolinko är en sjö i Finland. Den ligger i kommunen S:t Michel i landskapet Södra Savolax, i den södra delen av landet, 200 km nordost om huvudstaden Helsingfors. Iso-Vuolinko ligger 98,2 meter över havet. Den är 16,33 meter djup. Arean är 1,66 kvadratkilometer och strandlinjen är 19,88 kilometer lång. Sjön  ingår i Vuoksens huvudavrinningsområde.   I omgivningarna runt Iso-Vuolinko växer i huvudsak blandskog.
I övrigt finns följande i Iso-Vuolinko:
- Lammassaari (en ö)
- Haapasaari (en ö)
- Katajasaari (en ö)